# Rikke Granlund
Rikke Marie Granlund (Oslo, 1989. november 14. –) norvég válogatott kézilabdázó, kapus, a Sola HK játékosa.

## Pályafutása

### Klubcsapatokban
Rikke Marie Granlund szülővárosában kezdett kézilabdázni, majd 2012-ben a Nordstrand játékosa lett. Három éven át védett az élvonalban, azonban a klub később csődbe ment, így a Halden HK együttesében folytatta pályafutását. Egy év múlva ez a klub is csődbe ment, Granlund ekkor az első osztályú Oppsalhoz igazolt. 2018 nyarán a dán élvonalban szereplő Team Esbjerg igazolta le, amellyel kétszer is bajnoki címet nyert és EHF-kupa-döntőt játszott a 2018–19-es szezonban.

### A válogatottban
A norvég felnőtt válogatottban 2020 júniusában kapott először meghívót. 2020. november 25-én debütált a nemzeti csapatban, majd Silje Solberg koronavírusos megbetegedése miatt bekerült az év végi Európa-bajnokságon részt vevő keretbe is. A norvégok első mérkőzésén a kapujára tartó 17 lövésből nyolcat hárított a lengyelek elleni győzelem során. Harmadik számú kapusként a 2021-es világbajnokságon három csoportmérkőzésen lépett pályára a végül aranyérmet nyerő norvég válogatottban.

### Strandkézilabda
A női strandkézilabda-válogatottal 2017-ben Európa-bajnokságot nyert és részt vett a Wrocławban rendezett Világjátékokon. A 2019-es strandkézilabda-Európa-bajnokságon hatodik lett a válogatottal.

## Sikerei, díjai
- Világbajnokság győztese: 2021
- Dán bajnok: 2018–19 , 2019–20
- EHF-kupa-döntős: 2018–19